# Yannick Reverdy
Yannick Reverdy (* 2. April 1976 in Cluses) ist ein französischer Handballspieler.
Der 1,95 Meter große Rückraumspieler war bei folgenden Vereinen aktiv:
- Villeurbanne HA[1]
- Chambéry Savoie HB
- 1997/1998: US Ivry HB Handball[2][3]
- 1999/2000: HC Wuppertal[4]
- 2000/2001: Girondins de Bourdeaux HBC[5]
- 2001/2002: Stralsunder HV[6]
- –2003: Lyon[7]
- 2003/2004: Málaga[8]
- 2004/2005: Sandefjord TIF[9][10]

Mit dem französischen Verein US d’Ivry und dem norwegischen Verein Sandefjord TIF spielte er im EHF-Pokal. Mit dem HC Wuppertal spielte er in der 1. Handball-Bundesliga.
Er stand im Aufgebot der Französischen Männer-Handballnationalmannschaft.
Während seiner Spielzeit beim norwegischen Verein Sandefjord TIF erlitt Reverdy eine Verletzung, die ihn zwang, das Handballspielen aufzugeben. Er zog wegen finanzieller Forderungen in Höhe von rund einer Million norwegischer Kronen gegen seinen Ex-Verein vor Gericht; nachdem ihm ein Gericht den Anspruch bestätigte, wurde dies in der Revision verneint.

## Belege
1. ↑  www.pife-handball.com (Memento vom 20. April 2008 im Internet Archive)
2. ↑  www.eurohandball.com
3. ↑  Yannick Reverdy –ehfcl.com
4. ↑  Handball: HC Wuppertal mit Personalproblemen
5. ↑  L'historique--- 4 - La descente (Memento vom 18. August 2009 im Internet Archive)
6. ↑  Dessauer HV startet Montag in die neue Saison In: Mitteldeutsche Zeitung vom 5. Juli 2001
7. ↑  www.handzone.net
8. ↑  www.handzone.net
9. ↑  www.handball.no
10. ↑  www.eurohandball.com
11. ↑  Les nouveaux Bleus ont déjà des couleurs  – LUNDI, 2 JUIN, 1997 L'HUMANITÉ
12. ↑  www.sb.no (Seite nicht mehr abrufbar, festgestellt im März 2018. Suche in Webarchiven)  Info: Der Link wurde automatisch als defekt markiert. Bitte prüfe den Link gemäß Anleitung und entferne dann diesen Hinweis.
13. ↑  www.sb.no (Seite nicht mehr abrufbar, festgestellt im März 2018. Suche in Webarchiven)  Info: Der Link wurde automatisch als defekt markiert. Bitte prüfe den Link gemäß Anleitung und entferne dann diesen Hinweis.
14. ↑  www.sandefjords-blad.no (Seite nicht mehr abrufbar, festgestellt im Juni 2024. Suche in Webarchiven)  Info: Der Link wurde automatisch als defekt markiert. Bitte prüfe den Link gemäß Anleitung und entferne dann diesen Hinweis.

| Personendaten    | Personendaten                 |
| ---------------- | ----------------------------- |
| NAME             | Reverdy, Yannick              |
| KURZBESCHREIBUNG | französischer Handballspieler |
| GEBURTSDATUM     | 2. April 1976                 |
| GEBURTSORT       | Cluses                        |